# Lövstaholm
Lövstaholm is een plaats in de gemeente Sunne in het landschap Värmland en de provincie Värmlands län in Zweden. De plaats heeft 77 inwoners (2005) en een oppervlakte van 22 hectare.